# Gipskruid
Gipskruid (Gypsophila muralis) is een plant die behoort tot de anjerfamilie (Caryophyllaceae).
Het is een plant van droogvallende plaatsen langs rivieren en plassen in de uiterwaarden. De plant komt van nature voor in Eurazië. De soort staat op de Nederlandse Rode lijst van planten als zeer zeldzaam en zeer sterk afgenomen.
De plant wordt 5-15 cm hoog met een bijna van de voet af gaffelvormig vertakte stengel. De lijn- tot lancetvormige, 5-20 mm lange en 0,2-2 mm brede, tegenoverstaande bladeren hebben geen steunblaadjes.
Gipskruid bloeit van juli tot oktober met donker geaderde, roze, soms witte, bloemen. De 3,5-6 mm grote kroonbladen zijn uitgerand of gekarteld. De klokvormige tot tolvormige, vijfnervige kelk is 4-5 mm lang. De vrucht is een eenhokkige, openspringende (dehiscente) doosvrucht. Het zwarte, 0,3 mm grote zaad is niervormig.
Gipskruid wordt ook in de siertuin gebruikt en verwildert van daaruit. Het chromosomenaantal is 2n = 30 of 34.

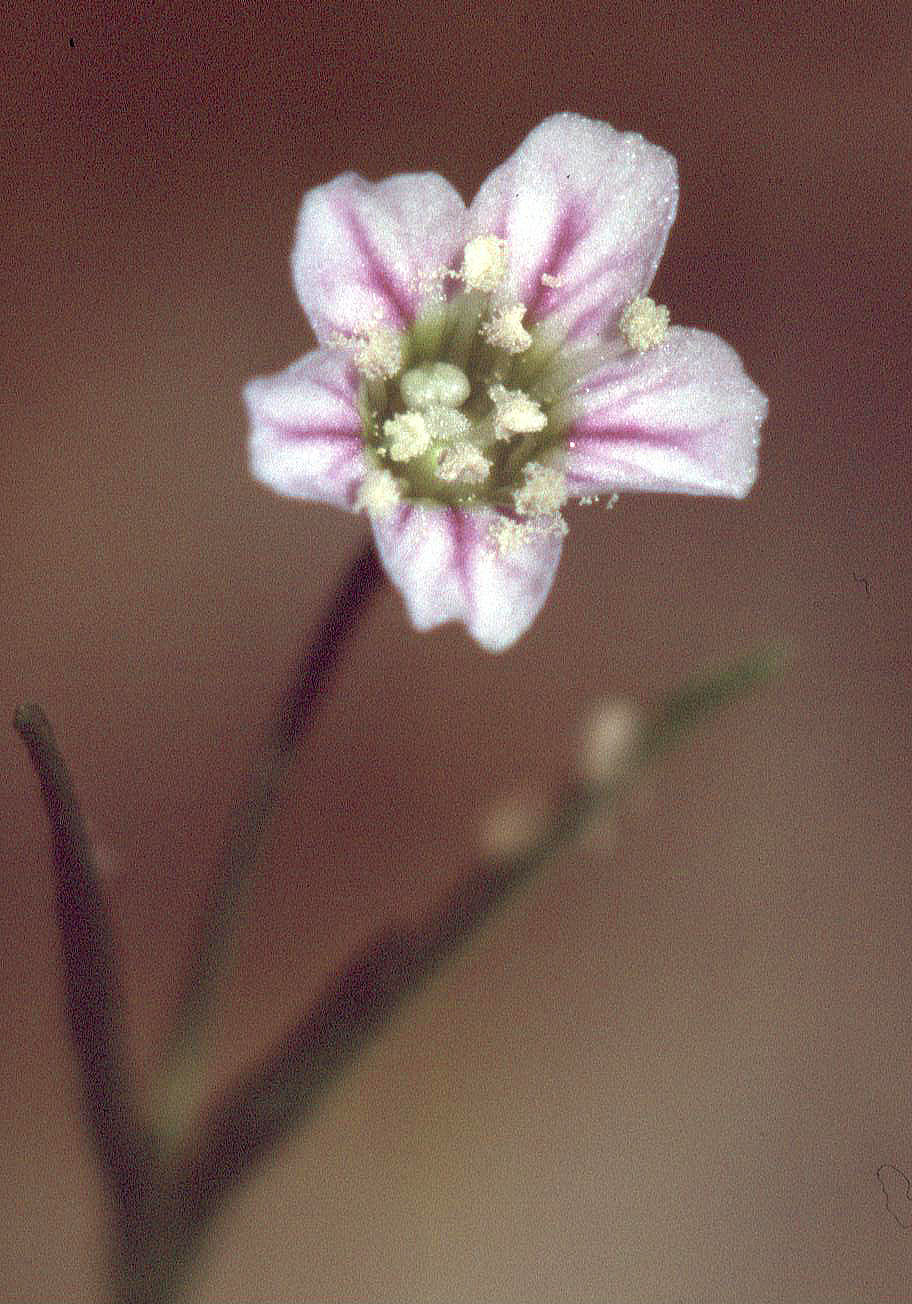
Bloem
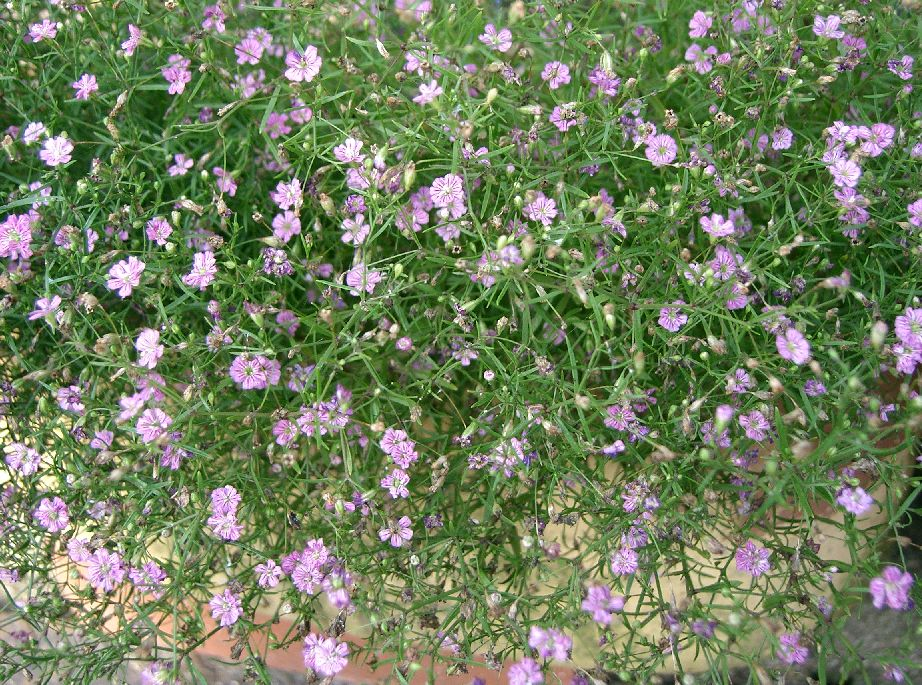
Cultivar 'Gypsy Rose'